# Orthogeomys thaeleri
Espèce
Statut de conservation UICN

 LC  : Préoccupation mineure
Orthogeomys thaeleri est une espèce de rongeurs de la famille des géomyidés, qui comprend des petits mammifères appelés gaufres ou rats à poche, c'est-à-dire à larges abajoues. Cette espèce est endémique de Colombie.
L'espèce a été décrite pour la première fois en 1990 par Michael S. Alberico (1937-2005), mammalogiste américain.